# Nemesio Oseguera Cervantes
Oseguera  Cervantes est un nom espagnol. Le premier nom de famille, en général paternel, est Oseguera ; le second, en général maternel, souvent omis, est Cervantes.
Nemesio Oseguera Cervantes (né le 17 juillet 1966), plus couramment appelé El Mencho, est un baron de la drogue présumé, ainsi que le chef du cartel de Jalisco Nouvelle Génération (CJNG), un groupe criminel mexicain. En 2021, il est l'un des principaux protagonistes de la guerre de la drogue au Mexique et l'un des criminels les plus recherchés du Mexique et des États-Unis. Les deux gouvernements offrent jusqu'à 30 millions de pesos mexicains et 10 millions de dollars américains respectivement, pour toute information qui conduirait à son arrestation.
Il est recherché pour trafic de drogue, implication dans du crime organisé, et détention illégale d'armes à feu. El Mencho serait responsable de la coordination d'opérations de trafic de drogue à travers toute l'Amérique latine, mais aussi en Europe, en Asie, en Afrique et en Océanie. Il aurait fait du CJNG l'une des principales organisations criminelles du Mexique.

## Biographie
Nemesio Oseguera Cervantes « El Mencho El señor de los gallos » naît le 17 juillet 1966  à Aguililla, dans l'État de Michoacán au Mexique. Son prénom, Nemesio, lui a été donné en honneur à son parrain. Né dans la pauvreté, au sein d'une famille ayant six enfants (ses frères sont Juan, Miguel, Antonio, Marín et Abraham Oseguera Cervantes)  et vivant de la production d'avocats. Il abandonne l'école durant la cinquième année de primaire. Il est alors embauché pour travailler dans les champs d'avocatiers de la famille Valencia. Cette dernière sera à l'origine du cartel de Milenio, aussi connu sous le nom de « cartel de l'avocat ». C'est dans ce contexte qu'El Mancho devient surveillant des plantations de cannabis et pavot du cartel, puis, trafiquant de drogue,,.
El Mencho s'installe en Californie au cours de l'année 1986. Il est impliqué dans un réseau de trafic d'héroïne et de méthamphétamine de la baie de San Francisco. La police de San Franciso l'arrête cette même année pour possession de biens volés et d'une arme chargée. Deux mois plus tard, sa première fille, Jessica Johanna Oseguera, nait à San Francisco. Au cours de ces années, il traverse la frontière entre les États-Unis et le Mexique plusieurs fois, pour faire passer de la drogue aux États-Unis,.
Il est expulsé au Mexique une première fois en 1989, mais revient illégalement aux États-Unis. Il est expulsé une deuxième fois en 1992.

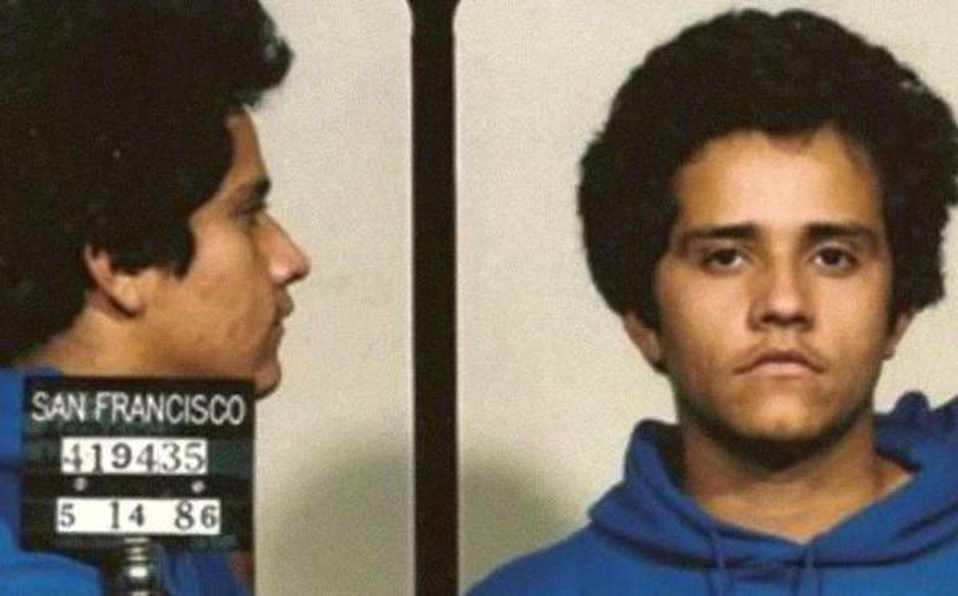
El Mencho après son arrestation par la police de San Francisco.

## Accusations de crime
Depuis les années 2000, le bureau de la DEA — agence fédérale des États-Unis de contrôle des narcotiques —, à Los Angeles, en Californie, n'a cessé de suivre les activités d'El Mencho, et s'est aperçu que le CJNG avait étendu ses opérations de trafic de drogue à l'international. En 2000, le gouvernement américain découvre qu'El Mencho est impliqué dans une opération internationale de cocaïne et de méthamphétamine. Cinq ans plus tard, il est avéré qu'il a fait l'usage d'armes à feu pour faciliter ses opérations.
Il est connu pour mener des actes de violence à la fois contre les groupes criminels rivaux et contre les autorités mexicaines. Ces attaques ont attiré l'attention du gouvernement, qui a organisé une longue chasse à l'homme : les autorités le soupçonnent de se trouver dans les zones rurales de Jalisco, Michoacán, Nayarit ou Colima, et d'être protégé par des mercenaires ayant été formés militairement.

## Famille
Sa femme, Rosalinda González Valencia, est arrêtée une première fois le 26 mai 2018 à Zapopan, emprisonnée jusqu'en septembre, libérée sous caution et jugée pour blanchiment d'argent.
Sa fille, Jessica Johanna Oseguera est arrêtée le 26 février 2020 et condamnée à 30 mois de prison pour blanchiment d'argent. Il a une deuxième fille, Laisha Michelle Oseguera.
Sa femme est à nouveau arrêtée à Zapopan le lundi 15 novembre 2021, quelques jours après que le frère de sa femme, José González Valencia, a été extradé vers les États-Unis,.

## Culture populaire

### Corridos
Comme la plupart des grands barons de la drogue mexicains, de nombreux narcocorridos lui sont dédiés. Exemples de corridos les plus populaires :
- Enigma Norteño. « Yo Soy Michoacano (Nemesio) ». De Aquí Soy, Universal Music Group, 2017.
- Gerardo Ortíz (en). « El M ». Comeré Callado, Vol. 1, DEL Records, 2017.
- Grupo Renuente. « El Mencho ». El Mencho, AJR Discos, 2020.
- Los Ases de Michoacan. « Mencho Oceguera ». Corridos Pesados, Ego, 1995.
- Lenin Ramírez (d). « Soy Mencho ». Bendecido, DEL Records, 2018.

## Annexe

### Voir également
- Guerre de la drogue au Mexique